# 刘浦江
刘浦江（1961年8月—2015年1月6日），中國歷史學家，北京大学历史学系教授，生于上海市，重庆市垫江县人。刘浦江1983年毕业于北京大学历史学系，获学士学位，后来在中共中央党校文史教研部任教五年，1988年调回北京大学历史学系，历任讲师、副教授、教授。刘浦江主要研究辽金史、宋史、中国民族史。刘浦江只有本科学历，是北京大学少有的本科学历的教授、博士生导师。

## 生平
刘浦江祖籍重庆市垫江县，出生在上海。1979年，他通过高考进入北京大学历史学系中国史专业，是恢复高考后垫江第一个考上北大的学生。1983年7月，本科毕业的刘浦江被分配到中共中央党校，在文史教研部担任助教，后来提升为讲师。刘浦江在《怀念恩师邓广铭先生》一文中写到，“大学毕业后，我在一所说是机关又不是机关说是学校又不像学校的学校任教，游离于学术界之外”，后来想要回到学术界，就在1987年10月去邓广铭家里找他，希望能帮忙介绍他去中华书局工作。那时，邓广铭刚刚创办北京大学中国中古史研究中心，听过刘浦江的介绍之后，就决定把他调到中古史中心来。刘浦江回忆称，当时北大的人事部门曾就此提出异议，认为调刘浦江这种人进来不合适，邓广铭则说不可以资格取人。据说邓广铭为此还去找了北大分管人事的副校长。刘浦江只有学士学历，邓广铭将他调入北大的时候，他也没有什么学术建树。邓广铭和刘浦江的谈话也只有两个小时。邓广铭认为他是当时青年学者中对宋辽金史料最为熟悉的人，决定让他调回北大。1988年4月，刘浦江顺利回到北京大学，历任讲师、副教授、教授、博士生导师。2006年至2010年，他还担任了北京大学历史学系的副主任。
刘浦江从小就有结肠炎。2014年3月底到4月初的十几天里，刘浦江的体重急剧下降15斤，腹部也出现疼痛。医院起初认定他患上了胃癌，4月15日北京大学肿瘤医院确诊他已是淋巴癌四期。次日，刘浦江入院接受化疗。从四月到年底，他一共接受了八个疗程的化疗。最后的半年里，他发表了四篇论文，完成了中华书局点校本《辽史》修订稿的统稿，坚持培养学生、在病床上给学生改论文。几次化疗之后，刘浦江的身体情况出现好转。但是，刘浦江选择冒险接受干细胞移植，不再保守治疗。干细胞移植有可能将他的癌症完全治愈。然而，刘浦江的干细胞移植失败了，癌症扩散到全身，再无可能治愈。12月29日，刘浦江已经不能下床活动。12月30日，他戴上了呼吸机，当天他就决定次日赶回家乡垫江县，在那里走完人生。31日，救护车从重庆开来，将刘浦江送回家乡垫江。2015年1月6日23點57分，刘浦江在重庆垫江逝世。

## 学术
中国社会科学院民族学与人类学研究所研究员、辽史学家刘凤翥总结称，刘浦江在辽金史领域有五方面的贡献。其一是广泛、全面地研究了辽金史，出版有《辽金史论》《松漠之间——辽金契丹女真史研究》。其二是开创用契丹文研究辽史的风气，邀请刘凤翥在北大讲授契丹小字，刘浦江和学生都听讲学习，刘浦江教出的学生也都熟通契丹文字。他还和学生康鹏主编了《契丹小字索引》，既是工具书，亦是学术著作。其三是“不计较个人名利，甘当人梯”，花十年时间编纂了《二十世纪辽金史论著目录》，极大地方便了整个辽金史学界的资料检索。其四是在2007年至2014年间担纲中华书局二十四史点校本修订工程的《辽史》修订工作，在逝世前交稿。其五是“培养了一批德才兼备的学生”。
宋史学家、邓广铭的女儿邓小南教授回忆，邓广铭最初交给刘浦江的任务是让他读《大金国志》并解决此书的真伪问题。刘浦江由此开始了辽金史的研究。后来，邓广铭把《三朝北盟会编》的校勘工作也交给了刘浦江。邓小南评价称，刘浦江在辽金史领域有一定的开拓之功；刘浦江做辽金史，不仅使用辽金史的文献，还兼顾宋人的记载，把辽、宋、金当作通体研究，此外他还充分利用考古材料、女真文和契丹文的文献。刘浦江在2000年之前主要关注金史，2000年后才转向辽史。刘浦江不愿只限于断代史的研究，还希望对中国古代政治文化做一个整体的梳理，他自2012年起主持国家社会科学基金项目“历史学视野中的正统论:以华夷观念为中心”。后来，他还发表了一些四库学的文章。

## 教学
刘浦江为本科生讲授中国史学史、宋辽金史专题课程，为研究生开设《四库全书总目》研读、《三朝北盟会编》研读等课程。他曾长期为北大中文系开设中国古代史课程。澎湃新闻网的报道把他称作“北大中文系同学最热爱的历史系老师”。中文系学生回忆，刘浦江每次开中国古代史，都会在头一节课说“我一直觉得你们中文系的学生是比较没有文化的”，意在提醒中文系的学生他们的历史文化知识较为匮乏。中文系的学生们叫他“浦江哥”。

## 评价
邓小南评价刘浦江是“真学者，好老师”，“心地纯粹，有思想，有风骨”，“面对学术议题的敏锐犀利，面对烦剧工作的尽责担当，面对挑战坎坷的达观执著，乃至他的严厉，他的愉悦，他的脾性，都使他具有特殊的人格魅力”，她还借用了宋人的话评价他“质犹近古，纯正笃实”。北京大学历史学系教授罗新评价称，“失去他，是北大中古史中心三十年来最大的损失“。北大中古史中心王小甫教授评价说，”国内辽金史学界的前沿，恐怕就得看刘浦江的研究成果。至于民族史，他专门学习契丹文字，利用契丹文墓志进行研究，已经站到了国际学界的前沿。这样的学者在国际契丹辽史学界恐怕也是少有的”。北大历史学系辛德勇教授评价，“当今中国的学术界，像浦江兄那样做学问一丝不苟，做人、做事也真挚端谨的人，实在不是很多”。中國政法大學教授楊玉聖评价他是“當世中國遼金史研究第一人”。

## 外部連結
- 北京大学历史学系教员简介 - 刘浦江